# Bernadette Swinnerton
Bernadette Swinnerton (ur. 12 maja 1951 w Stoke-on-Trent) – brytyjska kolarka szosowa, srebrna medalistka mistrzostw świata.

## Kariera
Największy sukces w karierze Bernadette Swinnerton osiągnęła w 1969 roku, kiedy zdobyła srebrny medal w wyścigu ze startu wspólnego podczas szosowych mistrzostw świata w Brnie. W zawodach tych wyprzedziły ja jedynie Amerykanka Audrey McElmury, a trzecie miejsce zajęła Nina Trofimowa ze Związku Radzieckiego. Ponadto w latach 1969 i 1971 zdobywała wicemistrzostwo Wielkiej Brytanii. Nigdy nie wzięła udziału w igrzyskach olimpijskich.